# Über das Mißlingen aller philosophischen Versuche in der Theodizee
Über das Mißlingen aller philosophischen Versuche in der Theodizee ist ein von Immanuel Kant im September 1791 in der Berlinischen Monatsschrift publizierter Text, der das Problem des Bösen thematisiert. Kant leitet den Text mit einer Einführung in die Theodizee ein:
„Unter einer Theodicee versteht man die Vertheidigung der höchsten Weisheit des Welturhebers gegen die Anklage, welche die Vernunft aus dem Zweckwidrigen in der Welt gegen jene erhebt.“
In dem Text argumentiert Kant, dass es unmöglich ist, die Existenz des Bösen mit den traditionellen Attributen Gottes durch rationale philosophische Methoden in Einklang zu bringen.

## Aufsatz
Kant identifiziert drei Eigenschaften Gottes, die scheinbar unvereinbar mit dem Bösen in der Welt seien:
- Gott ist „heilig“ (Gott will nicht, dass moralisches Böses existiert).
- Gott ist „gut“ (Gott will nicht, dass Menschen leiden).
- Gott ist „gerecht“ (Gott will Proportionalität zwischen Verbrechen und Strafe).[5]

Um diese Eigenschaften Gottes zu bewahren, argumentiert Kant, müsse man akzeptieren:

„daß das, was wir in der Welt als zweckwidrig beurtheilen, es nicht sei; oder: daß, wenn es auch dergleichen wäre, es doch gar nicht als Factum, sondern als unvermeidliche Folge aus der Natur der Dinge beurtheilt werden müsse; oder endlich: daß es wenigstens nicht als Factum des höchsten Urhebers aller Dinge, sondern bloß der Weltwesen, denen etwas zugegerechnet werden kann, d. i. der Menschen, (allenfalls auch höherer, guter oder böser, geistiger Wesen) angesehen warden müsse.“

Im dritten Teil seines Aufsatzes nennt Kant, über die unerfüllbare Allwissenheitsforderung hinaus, weitere Gründe für die Unmöglichkeit, die Wirksamkeit Gottes durch die Betrachtung der Welt zu beweisen. Diese Gründe beziehen sich auf die kritische Einschränkung der menschlichen Erkenntnisfähigkeit auf den Bereich sinnlicher Anschauung und die daraus folgende Unmöglichkeit, „intelligible“ – d. i. im kantianischen Gebrauch nicht-sinnliche, transzendente – Realitäten zu erkennen. Die Ansprüche einer „vermeintlichen menschlichen Weisheit“, den göttlichen Standpunkt einzunehmen und jeden Zweck aus dem System aller Zwecke abzuleiten, überschritten die Grenzen der menschlichen Weisheit, die sich allein auf die Moralität beschränken solle.

## Rezeption
Trotz seiner Kritik verteidigte Kant in hauptsächlich zu seinen Lebzeiten unveröffentlichten Schriften nach-kritisch die Theodizee.
Unmittelbar nach Kants Feststellung des Misslingens aller Theodizee folgte eine Welle von Zustimmung und Gegenschriften. Ende 1791 erschien im gleichen Jahrgang der Berlinischen Monatsschrift eine Antwort mit dem Titel „Ueber Herrn Kants Aufsatz, in Betreff der Theodicee“, die Kants Argumentation verfehlte. Biester, der Herausgeber und ein Freund Kants, sah sich gezwungen, Berichtigungen vorzunehmen. In „Ueber die Quellen, aus denen eine Theodicee zu fliessen pflegt“ (1791, anonym) wird die Zustimmung zu oder Ablehnung von Theodizee auf den Charakter der jeweiligen Person zurückgeführt, was Kants These von der Theodizee als individueller Glaubens- und Privatsache bestätigt. J. F. Zöllner hielt am 10. November 1791 in der Berliner königlichen Akademie der Wissenschaften eine Rede, in der er die Möglichkeit und moralische Notwendigkeit der Theodizee betonte. Am 26. Februar 1795 widersprach er in einer weiteren Akademie-Abhandlung Kants Behauptung, dass kein vernünftiger Mensch sein Leben noch einmal leben wolle.
Hegels Theodizee, vermittelt durch seine Philosophie der Weltgeschichte, erkennt an, dass die Weltgeschichte eine „Schlachtbank“ sei, betrachtet jedoch die Weisheit Gottes aufgrund des Fortschritts der Vernunft in der Geschichte insgesamt als gerechtfertigt.

## Ausgabe
- I. Kant: Ueber das Mißlingen aller philosophischen Versuche in der Theodicee. In: Berlinische Monatsschrift. Band 18, Haude und Spener, Berlin 1791, Heft September 1791, S. 194–225, Digitalisat